# Contributi figurativi
I contributi figurativi o contributi nozionali, detti anche contributi previdenziali figurativi o contributi sociali figurativi, in Italia e nell'ambito della previdenza di primo pilastro, consistono nel riepilogo dei contributi versati, contributo soggettivo, contributo integrativo per gli iscritti alle casse dei liberi professionisti e i contributi previdenziali in genere versati individualmente o dal datore di lavoro per gli iscritti all'INPS o da quelli accreditati gratuitamente in specifiche situazioni.

## Applicazione
I contributi figurativi consistono nelle registrazioni riepilogate nel casellario centrale delle posizioni previdenziali attive.
Essi consistono nella registrazione degli importi:
1. contributi versati dal lavoratore e dal datore di lavoro per gli iscritti all'AGO;
2. contributo soggettivo versato dal professionista iscritto agli enti previdenziali;
3. contributo integrativo versato dal professionista iscritto agli enti previdenziali;
4. contributi oggetto di riscatto;
5. contributi oggetto di ricongiunzione;
6. contributi accreditati senza il pagamento a seguito di norme specifiche (mobilità, servizio militare, malattia).[2]

Nel caso di accredito gratuito, si procede assegnando un reddito fittizio ed applicando ad esso l'aliquota contributiva pensionistica di finanziamento. Il riepilogo annuale dei contributi figurativi è utilizzato per la determinazione della pensione, secondo il metodo di calcolo retributivo utilizzando l'anzianità contributiva e il riepilogo dei redditi, reali o fittizi, oppure  utilizzando il metodo di calcolo contributivo a capitalizzazione simulata sulla crescita, basandosi sulla registrazione dei versamenti figurativi accreditati con la determinazione del montante contributivo individuale secondo le leggi vigenti, al momento del pensionamento.

## Il caso della capitalizzazione simulata sulla crescita
Nel caso di applicazione del metodo di calcolo contributivo a capitalizzazione simulata sulla crescita i contributi figurativi da capitalizzare derivano dalla applicazione al reddito dell'aliquota contributiva pensionistica di computo.

### Leggi
- Decreto-legge 6 dicembre 2011, n. 201, articolo 24, in materia di "Disposizioni urgenti per la crescita, l'equità e il consolidamento dei conti pubblici."

- Legge 8 agosto 1995, n. 335, in materia di "Riforma del sistema pensionistico obbligatorio e complementare."

### News
- Laura Cavestri, Fornero: le Casse non hanno sostenibilità a 50 anni, in Il sole 24 ore. URL consultato il 29 marzo 2013.
- Pensioni: Fornero, non pensabile siano più lunghe della vita lavorativa, in ASCA. URL consultato il 3 aprile 2013 (archiviato dall'url originale il 25 ottobre 2013).
- Se il Pil crolla le pensioni calano a picco, in La Repubblica. URL consultato il 12 aprile 2013.

### Web
- Sistemi finanziari di gestione dei fondi previdenziali e metodi di calcolo delle prestazioni, su docs.google.com. URL consultato il 20 marzo 2013.
- EVOLUZIONE DELLA LEGISLAZIONE PENSIONISTICA DI BASE, su lavoro.gov.it. URL consultato il 27 giugno 2021 (archiviato dall'url originale il 30 aprile 2013).
- Carlo A. Bollino, Elementi di economia politica, 4ª ed., Morlacchi Editore, 2008, ISBN 88-89422-38-6.